# Cupressus leylandii
Cupressus leylandii là một loài thực vật hạt trần trong họ Cupressaceae. Loài này được A.B.Jacks. & Dallim. mô tả khoa học đầu tiên năm 1926.